# Maureska

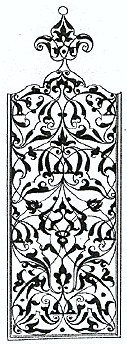
Maureska, Peter Flötner (ok. 1490-1546)

Maureska, moreska – ornament dwuwymiarowy, składający się z przeplatającej się, silnie przestylizowanej wici roślinnej, wypełniającej całą płaszczyznę.
Charakteryzuje się delikatną, płynną linią. Zazwyczaj tworzy układy symetryczne (np. w kole, kwadracie). Wici roślinne zastosowane w mauresce zazwyczaj nie mają początku ani końca, przenikają się wzajemnie tworząc układ zamknięty. W odróżnieniu od arabeski nie pojawiają się nigdy motywy antropomorficzne i zoomorficzne. Czasem uzupełniany był kaligraficznymi napisami.
Stosowany był rzemiośle artystycznym – w intarsji, emaliach, wyrobach z metalu, w ceramice, w dekoracjach wykonanych w technice pietra dura. Taki ornament występował także w damaskinażu, hafcie, w zdobieniu opraw książek.
Ornament wykształcił się w X i XI wieku w sztuce islamu, na terenie Mauretanii na bazie tradycji hellenistycznych. Najprawdopodobniej za pośrednictwem Wenecji lub Hiszpanii został przeniesiony do Europy i rozpowszechnił się w epoce renesansu. Maureskę stosowano do XVII wieku, a w zdobieniu opraw książek do XVIII wieku włącznie.